# La caduta della casa Usher
La caduta della casa Usher (La Chute de la Maison Usher) è un film del 1928 diretto da Jean Epstein.
La sceneggiatura trae origine dal racconto omonimo di Edgar Allan Poe La caduta della casa degli Usher, prendendo spunto da altri racconti dello scrittore, come Il ritratto ovale e Ligeia.
In questo film Epstein ebbe come collaboratore alla regia Luis Buñuel.

## Trama

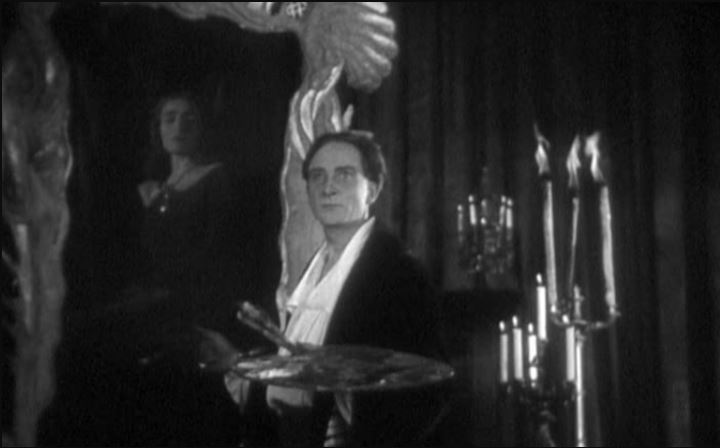
Roderick Usher

Chiamato da Lord Roderick Usher, inquieto per la salute della moglie, un suo amico si reca nella lugubre casa di questi, dove trova il proprietario intento a dipingere il ritratto della sua compagna, Lady Madeleine.
La donna deperisce giorno dopo giorno, man mano che il marito la ritrae; il ritratto sembra prendere la vita della donna, che, quando appunto l'opera viene compiuta, muore. Il corpo di Madeleine viene quindi sistemato dentro una bara bianca, ricoperto da un ampio velo e poi trasportato in una cripta.
In una notte di tempesta, fra tuoni e fulmini, la bara viene rovesciata, il fuoco delle candele provoca un incendio nella casa, e, mentre il ritratto viene distrutto dalle fiamme, una sagoma vestita di bianco e avvolta in un velo fuoriesce dalla cripta per raggiungere la casa in fiamme: è lady Madeleine, che raggiunge Roderick per fuggire con lui dalla casa che crolla.